# Podgórze (Krakau)

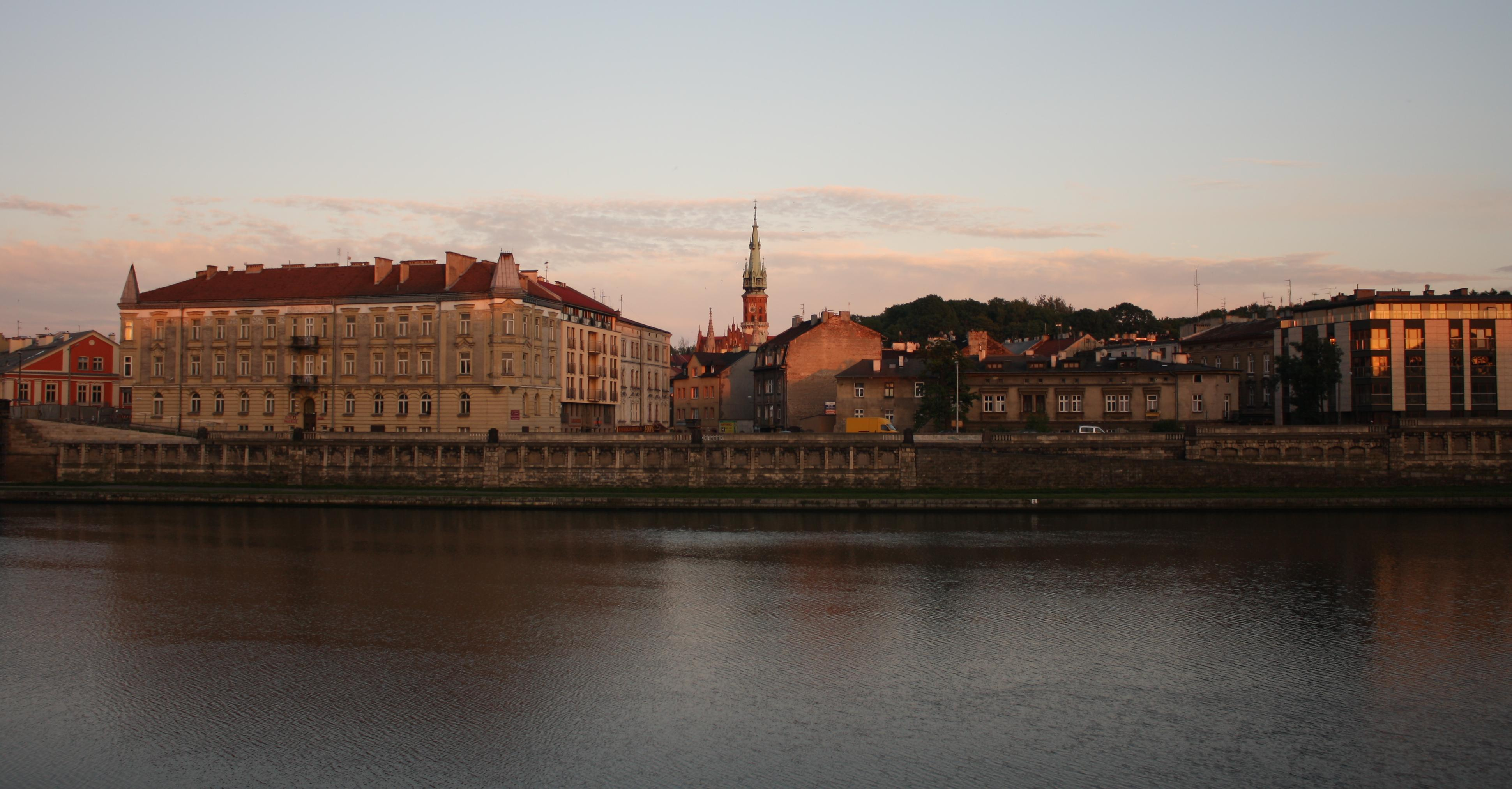
Historischer Stadtkern von Podgórze

Podgórze ist eine im Jahr 1784 als Josephstadt am südlichen Ufer der Weichsel gegründete Stadt, die 1915 nach Krakau eingemeindet wurde und namensgebend für den Stadtbezirk XIII ist.

## Geschichte

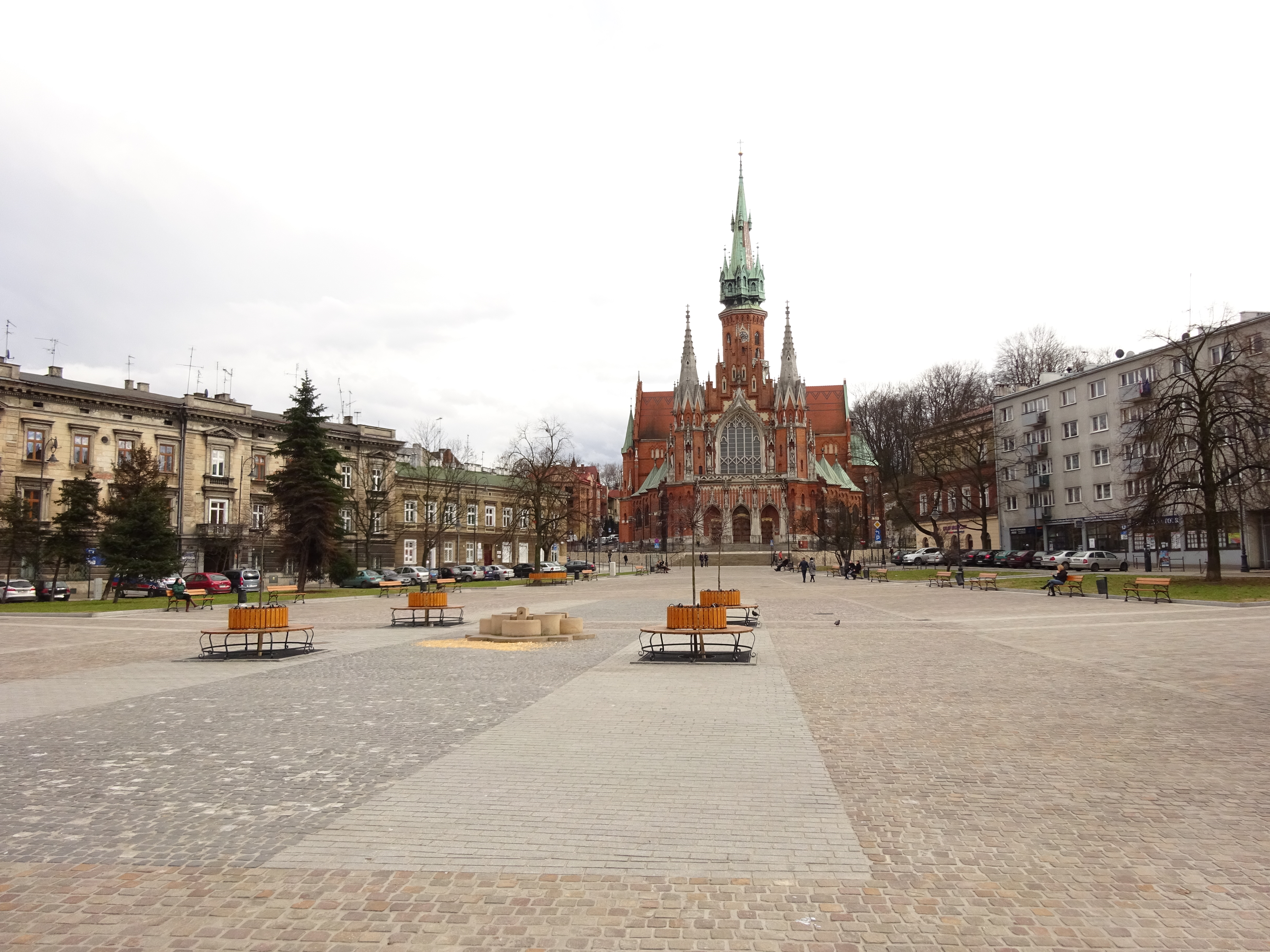
Marktplatz von Podgórze mit der Josefskirche im Hintergrund

Unmittelbar südlich des historischen Ortskerns von Podgórze befindet sich der Krak-Hügel, ein prähistorisches Hügelgrab, der Legende nach das Grab des Wislanen-Fürsten Krak, des Gründers von Krakau. Aus dem Jahr 1000 stammt die Benediktkirche auf einem Hügel der Krakauer Landbrücke. Dieser Hügel wurde im Jahr 1286 als Mons s. Benedicti erwähnt, danach von Jan Długosz (1470–1480) als Lyassotinus Mons, heute Wzgórze Lasoty. Die kleine Ortschaft unter diesem Hügel wurde ab dem 16. Jahrhundert Podgórze genannt, wörtlich übersetzt „Vorgebirge“ oder „unterhalb des Bergs“.
Im Jahre 1772 kam das Gebiet bei der Ersten polnischen Teilung als Teil von Galizien zu Österreich. 1784 gewährte Kaiser Joseph II. Podgórze den Status einer Stadt mit der Freiheit des Handels, ursprünglich unter dem Namen Josefstadt. Im Jahr 1787 gab es schon 108 Häuser, und die Lage an der Kreuzung einiger Handelswege machte die neue Stadt konkurrenzfähig zur auf der anderen Weichselseite gelegenen ehemaligen Hauptstadt Polens, Krakau. Krakau wurde im Jahr 1795 auch an Österreich angeschlossen und Josephstadt wurde dem Krakauer Kreis zugeordnet. Laut dem Frieden von Schönbrunn aus dem Jahr 1809 kamen jedoch beide Städte an das Herzogtum Warschau. Im nächsten Jahr wurde Podgórze nach Krakau eingemeindet.

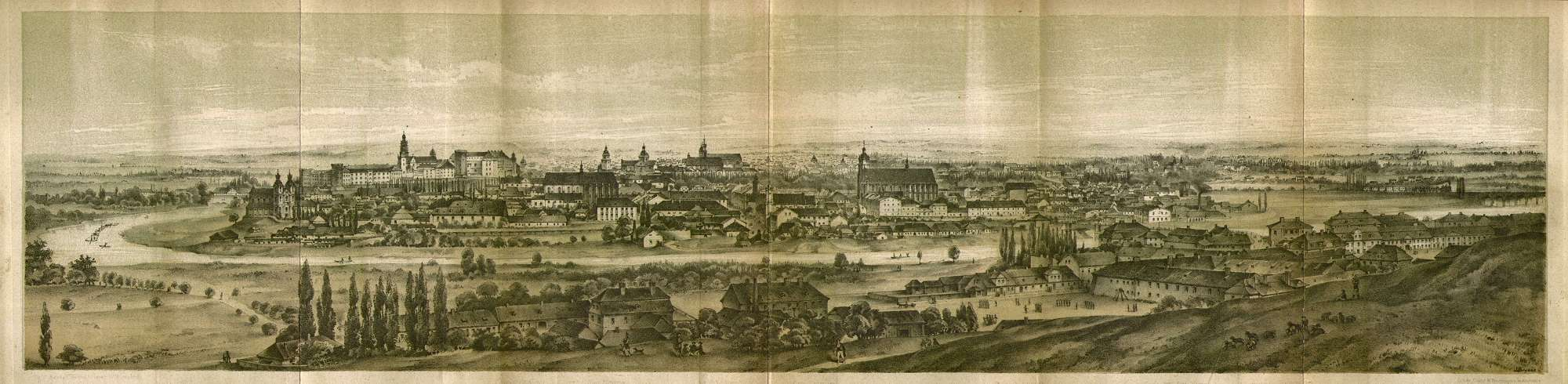
Podgórze (rechts, auf der Vorderseite) im Jahr 1860, Krakau hinter der Weichsel

Aber schon 1815 wurde die Weichsel infolge des Wiener Kongresses wieder zur Staatsgrenze: Während Krakau den Status einer Freien Stadt erhielt (die Österreich erst 1846 annektierte), wurde Podgórze an den österreichischen Kreis Wieliczka angegliedert. Die klassizistische Josefskirche wurde 1832 geweiht, sie wurde 1905–1909 durch einen deutlich größeren neogotischen Bau ersetzt. Von 1844 bis 1854 baute die Stadt ein neues Rathaus. Nach der Aufhebung der Patrimonialherrschaften wurde die Stadt 1850 zum Sitz des Bezirks Podgórze. Die Österreicher errichteten in den 1850er-Jahren einige Befestigungen der Festung Krakau, u. a. auf dem Krak-Hügel, sowie das bis heute erhaltene Fort 31 „Hl. Benedikt“. 1884 wurde der Bahnhof Podgórze-Płaszów in Betrieb genommen.

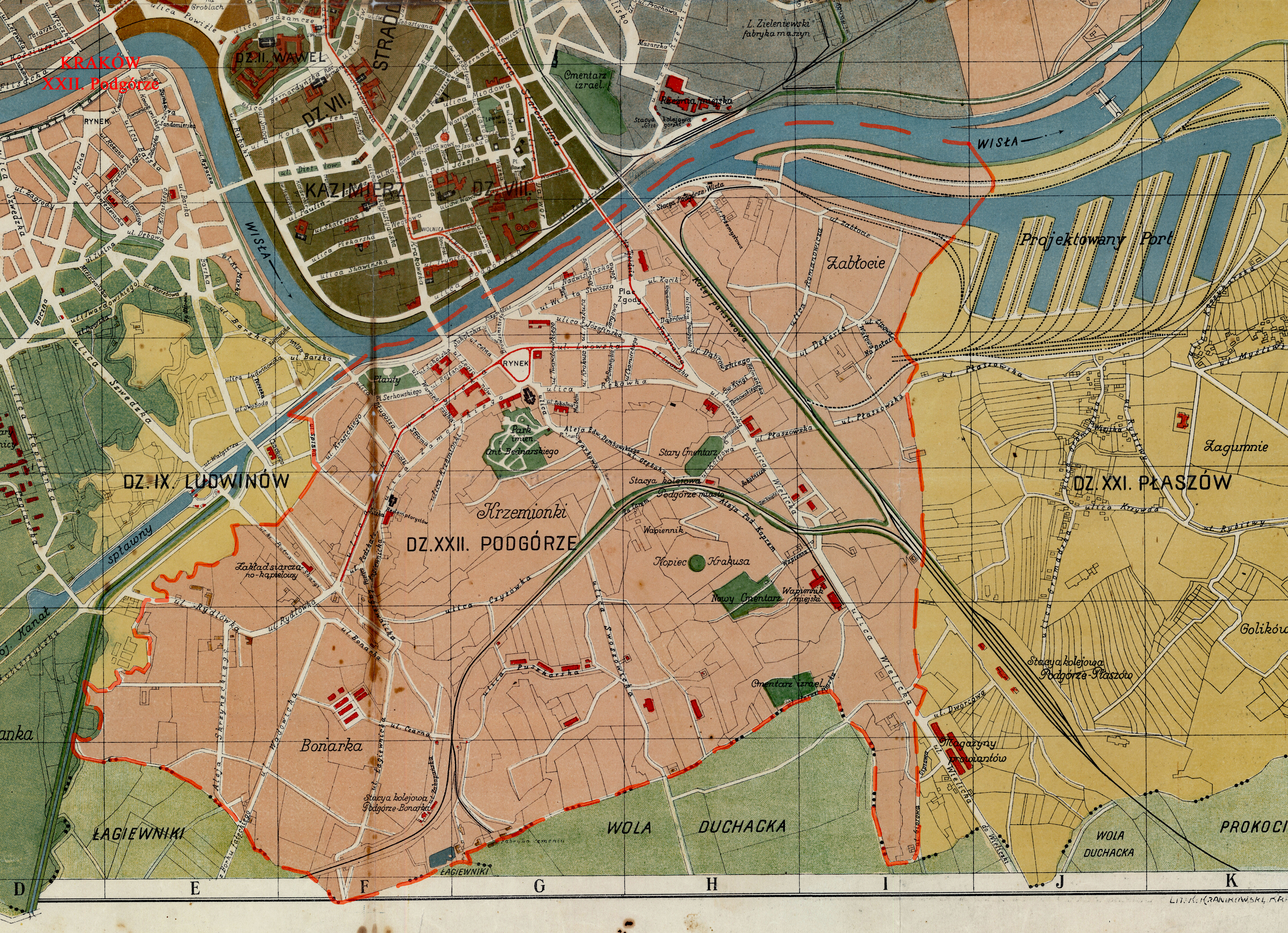
Podgórze im Jahr 1916
Öffentliche Gebäude
Friedhöfe und Gärten

Im Jahr 1900 verfügte die Stadt Podgórze über eine Fläche von 548 Hektar mit 513 Häusern und 18.155 (darunter vom Militär 482) Einwohnern, davon war die Mehrheit polnischsprachig (17.092), 330 deutschsprachig (vom Militär 213). Die Mehrheit der Bevölkerung war römisch-katholisch (12.586), in der Stadt lebten außerdem 5422 Juden. Es gab zwei industrielle Vorstädte: Bonarka im Südwesten und Zabłocie im Osten. Im Vergleich zu Krakau war Podgórze moderner und stärker industrialisiert. Podgórze gründete ein eigenes Kraftwerk und hatte ein eigenes Wasserwerk. Die liberale Verwaltung von Podgórze betrachtete die Pläne der Eingemeindung nach Krakau ungern und lehnte das erste Angebot von Krakau aus dem Jahr 1903 ab. Podgórze zögerte den Bebauungsplan der Stadt Krakau des Stadtpräsidenten Juliusz Leo, der Podgórze „die Perle der Gemeinden rings um Krakau“ nannte, bis zum Jahr 1913 hinaus. Am 1. Juli 1915 wurde Podgórze, mit 22.000 Einwohnern, feierlich nach Krakau eingemeindet.
Die deutschen Besatzer unter Distriktgouverneur Otto Wächter erklärten im März 1941 ein 600 mal 400 Meter großes Gebiet im Zentrum von Podgórze, einschließlich des Kleinen Markts (heute Plac Bohaterów Getta, „Platz der Ghettohelden“), zum Ghetto Krakau, wo alle jüdischen Bewohner Krakaus konzentriert wurden. Statt zuvor 3.000 Einwohnern mussten hier 15.000 Menschen leben. Tadeusz Pankiewicz, Besitzer der Adlerapotheke, durfte als einziger christlicher Pole weiter das Gebiet betreten. Die Apotheke diente in der Zeit als Treffpunkt, Versteck und zum Informationsaustausch. Ein Teil der Ghettoinsassen wurde von Podgórze aus weiter in die Vernichtungslager deportiert. Im Ortsteil Zabłocie stand die Deutsche Emailwarenfabrik von Oskar Schindler. Unmittelbar südlich von Podgórze befand sich das Straflager des Baudienstes am Kalksteinbruch Liban. Im März 1943 wurde das Ghetto aufgelöst und die verbliebenen Bewohner teils ins nahegelegene KZ Plaszow (unter dem Kommando von Amon Göth), teils ins Vernichtungslager Auschwitz-Birkenau gebracht.
Die ehemalige Josefstadt ist Teil eines Gebiets, das als historischer Stadtkomplex (historyczny zespół miasta) am 16. September 1994 durch präsidiale Verordnung von Lech Wałęsa zum Geschichtsdenkmal (Pomnik historii) erklärt wurde.